# Лич-Лейк (индейская резервация)
Лич-Лейк (англ. Leech Lake Indian Reservation) — индейская резервация алгонкиноязычного народа оджибве, расположенная в северо-центральной части штата Миннесота, США. Является самой большой резервацией штата по общей площади и второй, после Уайт-Эрт, по площади суши.

## История
Индейская резервация Лич-Лейк была основана договором между правительством США и группами народа оджибве в 1855 году. Договор 1864 года расширил и консолидировал резервацию в районе трёх озер. В 1873 и 1874 годах площадь Лич-Лейк была уменьшена в соответствии с указами правительства.
В начале 1990-х годов племя заключило контракт с Бюро по делам индейцев на осуществление программ в рамках процедур самоуправления.  Штат Миннесота несёт ответственность за уголовную и некоторую гражданскую юрисдикцию над индейцами в резервации. Лич-Лейк выпускает свои собственные автомобильные номерные знаки.

## География
Резервация находится в северо-центральной части Миннесоты и охватывает части четырёх округов: Айтаска, Белтрами, Касс и Хаббард, причём основная часть расположена в округе Касс. Она расположена в 161 км к югу от американо-канадской границы, в 362 к северу от агломерации Сент-Пол — Миннеаполис, в 225 км к западу от Дулута и в 249 км к востоку от города Фарго. Более четверти её территории покрыто озёрами. Крупнейшие озёра в резервации — Лич-Лейк, Уиннибигошиш и Касс. 75 % национального леса Чиппева находится на территории резервации.
Общая площадь Лич-Лейк, включая трастовые земли (0,26 км²), составляет 3 394,08 км², из них 2 521,23 км² приходится на сушу и 872,85 км² — на воду. Административным центром резервации и самым большим населённым пунктом является город Касс-Лейк

## Демография
По данным федеральной переписи населения 2010 года, в резервации проживало 10 660 человек.
Согласно федеральной переписи населения 2020 года в резервации проживало 11 388 человек, насчитывалось 4 632 домашних хозяйства и 7 229 жилых домов. Средний доход на одно домашнее хозяйство в индейской резервации составлял 53 925 долларов США. Около 19 % всего населения находились за чертой бедности, в том числе 30,3 % тех, кому ещё не исполнилось 18 лет, и 8,9 % старше 65 лет.
Расовый состав распределился следующим образом: белые — 5 610 чел., афроамериканцы — 17 чел., коренные американцы (индейцы США) — 4 983 чел., азиаты — 16 чел., океанийцы — 0 чел., представители других рас — 48 чел., представители двух или более рас — 714 человек; испаноязычные или латиноамериканцы любой расы составили 199 человек. Плотность населения составляла 3,35 чел./км².